# Dennis Weaver
William 'Billy' Dennis Weaver (Joplin (Missouri), 4 juni 1924 – Ridgway (Colorado), 24 februari 2006) was een Amerikaans acteur.
Weaver werd bij het grote publiek bekend van de televisieserie Gunsmoke (1955-1964). Voor zijn rol van Chester Goode kreeg hij in 1959 een Emmy Award. Daarna vertolkte hij de hoofdrol van een politieman uit New Mexico, die in New York orde op zaken kwam stellen, in de serie McCloud (1970-1977). Ook speelde hij de hoofdrol in de film Duel, het eerste opgemerkte werk van Steven Spielberg. Weaver speelde ook de hoofdrol in de film Cocaine, One Man's Seduction (1983). Van 1973 tot 1975 was Weaver voorzitter van de Screen Actors Guild.
Weaver diende tijdens de Tweede Wereldoorlog als piloot in de Amerikaanse marine en was een goed tienkamper, die zich bijna kwalificeerde voor de Olympische Zomerspelen van 1948. Hij was vegetariër en een actief promotor van alternatieve energiebronnen. Weaver overleed op 81-jarige leeftijd aan complicaties ten gevolge van kanker.